# Estlands regering
Estlands regering (estisk: Vabariigi Valitsus, oversat: Republikkens regering) repræsenterer den udøvende magt i republikken Estland.
Regeringen udøver sin magt i henhold til grundlovens bestemmelser og øvrige love. Politisk set udgår regeringen fra nationalforsamlingen og er afhængig af parlamentarisk støtte der fra. Regeringen ledes af en statsminister (estisk: peaminister).
Regeringen består siden 2007 af 13 ministre, som leder hver sit ministerium. Siden 2011 omfatter den:
- statsminister – Andrus Ansip;
- uddannelses- og videnskabsminister – Jaak Aaviksoo;
- justitsminister – Kristen Michal, fra december 2012 Hanno Pevkur;
- forsvarsminister – Mart Laar, fra maj 2012 Urmas Reinsalu;
- miljøminister – Keit Pentus-Rosimannus;
- kulturminister – Rein Lang, fra december 2013 Urve Tiidus;
- økonomi- og kommunikationsminister – Juhan Parts;
- landbrugsminister – Helir-Valdor Seeder;
- finansminister – Jürgen Ligi;
- regionalminister – Siim Valmar Kiisler;
- indenrigsminister – Ken-Marti Vaher;
- socialminister – Hanno Pevkur, fra december 2012 Taavi Rõivas;
- udenrigsminister – Urmas Paet.

## Regeringsmagten i grundloven
I følge den estiske grundlovs § 87 er regeringen ansvarlig for:
- udøvelsen af statens indenrigs- og udenrigspolitik
- ledelse og samordning af de forskellige dele af statsapparatet
- iværksættelse af love og beslutninger taget af parlamentet og/eller præsidenten
- forberede lovgivning og forelægge internationale traktater for parlamentet for ratifikation
- forberede statsbudgettet og forelægge det for parlamentet, iværksætte parlamentets budget og rapportere om brugen af statens midler
- vedtage forskrifter og instruktioner på grundlag af bestemmelser fastlagte i lovene
- varetage forholdene til andre stater
- vedtage indførelsen af undtagelsestilstand i hele eller dele af landet i tilfælde naturkatastrofe eller for at hindre spredning af smitsom sygdom
- at udøve andre pligter i overensstemmelse med grundloven og lovene.

Regeringen udnævnes af præsidenten 3 dage efter, at den af Riigikogu beføjede statsministerkandidat har præsenteret sit ministeriums sammensætning.
Ministre udnævnes af præsidenten 3 dage efter, at statsministeren har indstillet dem til ministerposten. Præsidentens udnævnelse af regeringen og af ministre offentliggøres i Riigi Teataja (svarer til Statstidende i Danmark).
Regeringen træder tilbage i følgende tilfælde:
1. ved nyvalg
2. ved statsministerens død
3. ved mistillidsvotum til statsministeren eller regeringen som helhed
4. ved regeringens egen beslutning om at træde tilbage.

## Regeringer
De regeringer, som Estland har haft siden, at landet genvant sin selvstændighed i 1991, har alle været koalitionsregeringer. Estland har siden 1991 haft følgende regeringer:
- Edgar Savisaars regering (3. april 1990 – 30. januar 1992) – overgangsregering
- Tiit Vähis første regering (30. januar 1992 – 21. oktober 1992)
- Mart Laars første regering (21. oktober 1992 – 8. november 1994)
- Andres Tarands første regering (8. november 1994 – 17. april 1995)
- Tiit Vähis anden regering (17. april 1995 – 6. november 1995)
- Tiit Vähis tredje regering (6. november 1995 – 17. marts 1997)
- Mart Siimanns første regering (17. marts 1997 – 25. marts 1999)
- Mart Laars anden regering (25. marts 1999 – 28. januar 2002)
- Siim Kallas' første regering (28. januar 2002 – 10. april 2003)
- Juhan Parts' første regering (10. april 2003 – 13. april 2005)
- Andrus Ansips første regering (13. april 2005 – 5. april 2007)
- Andrus Ansips anden regering (5. april 2007 – 5. april 2011)
- Andrus Ansips tredje regering (fra 5. april 2011)